# 연수구

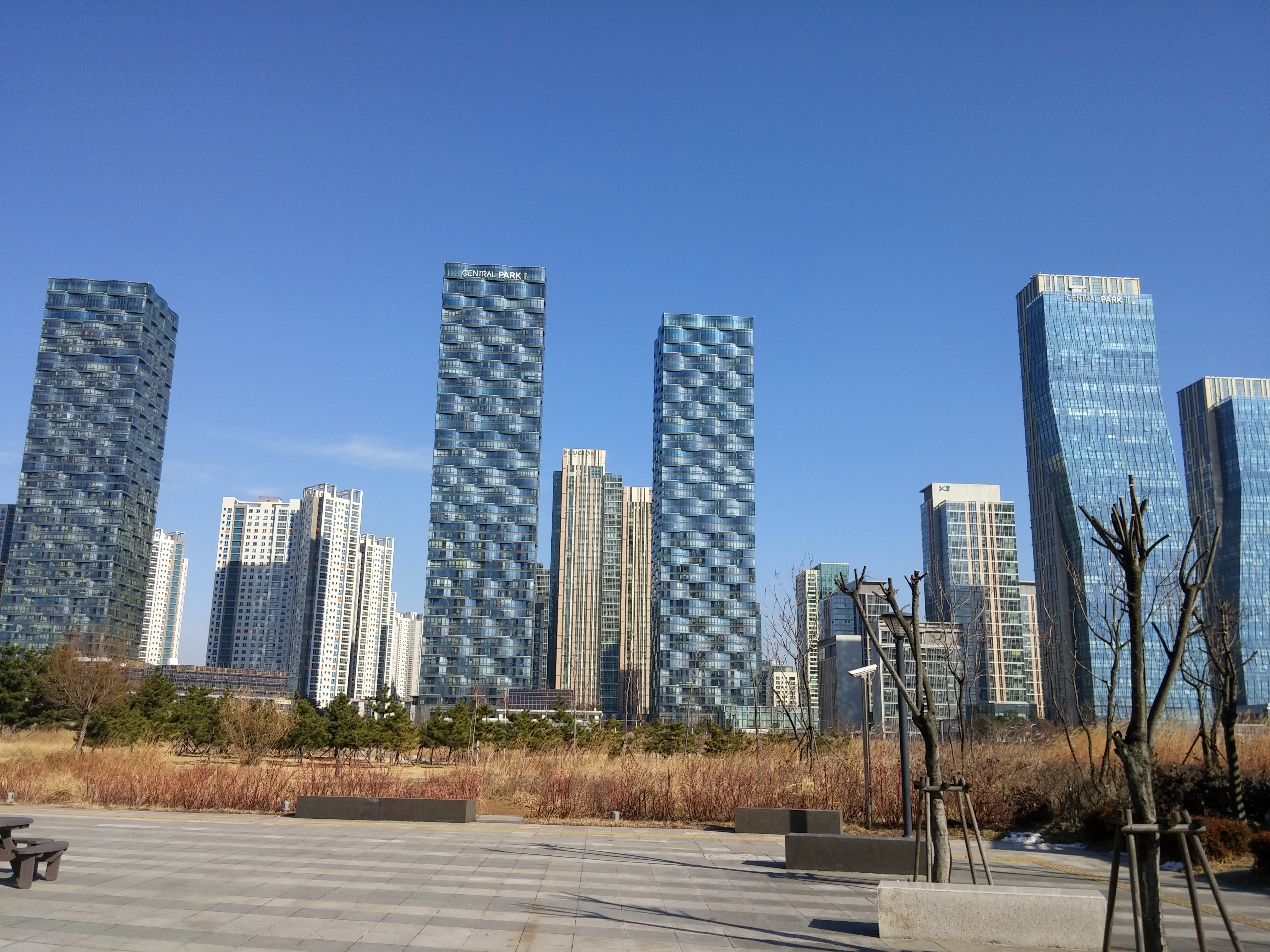
연수구 송도동에 위치한 아파트인 송도 센트럴파크 전경

연수구(延壽區)는 대한민국 인천광역시 남부에 위치한 구이다. 동쪽은 남동구, 북쪽은 미추홀구에 접하고, 서쪽과 남쪽은 황해에 면한다. 북쪽에 문학산이 솟아 있고, 동쪽 경계를 따라 승기천이 남류하여 황해로 유입된다.

## 역사
- 1995년 3월 1일 : 남구의 남부를 관할로 연수구가 설치되었다.[2] 연수3동을 연수1동에서 분동하고, 동춘동을 동춘1동, 동춘2동으로 분동하였다.[3] (5법정동, 8행정동)
- 1996년 1월 1일 : 청량동을 동춘2동에서 분동하였다.[4] (9행정동)
- 2003년 3월 1일 : 옥련동을 옥련1동, 옥련2동으로 분동하였다.[5] (10행정동)
- 2003년 12월 19일 : 청량동을 동춘3동으로 개칭하였다.[6]
- 2006년 3월 6일 : 송도동(법정동)을 신설하여[7] 동춘2동의 관할에 두었다.[8] (6법정동, 10행정동)
- 2007년 1월 1일 : 송도동을 동춘2동에서 분동하였다.[9] (11행정동)
- 2012년 1월 1일 : 송도동을 송도1동, 송도2동으로 분동하였다.[10] (12행정동)
- 2014년 9월 24일 : 송도3동을 송도1동에서 분동하였다. (13행정동)
- 2019년 1월 1일 : 송도4동을 송도2동에서 분동하였다. (14행정동)
- 2020년 10월 26일 : 송도5동을 송도4동에서 분동하였다. (15행정동)
- 2024년 10월 30일 : 송도동 연수구 제2청사(연수구 연구단지로14)가 개청하였다.

## 행정 구역
인천 연수구의 행정 구역은 6법정동, 15행정동으로 구성되어 있다. 연수구의 면적은 56.19 km2이며, 인구는 2022년 12월 주민등록 기준으로 385,796명, 156,047가구이다.

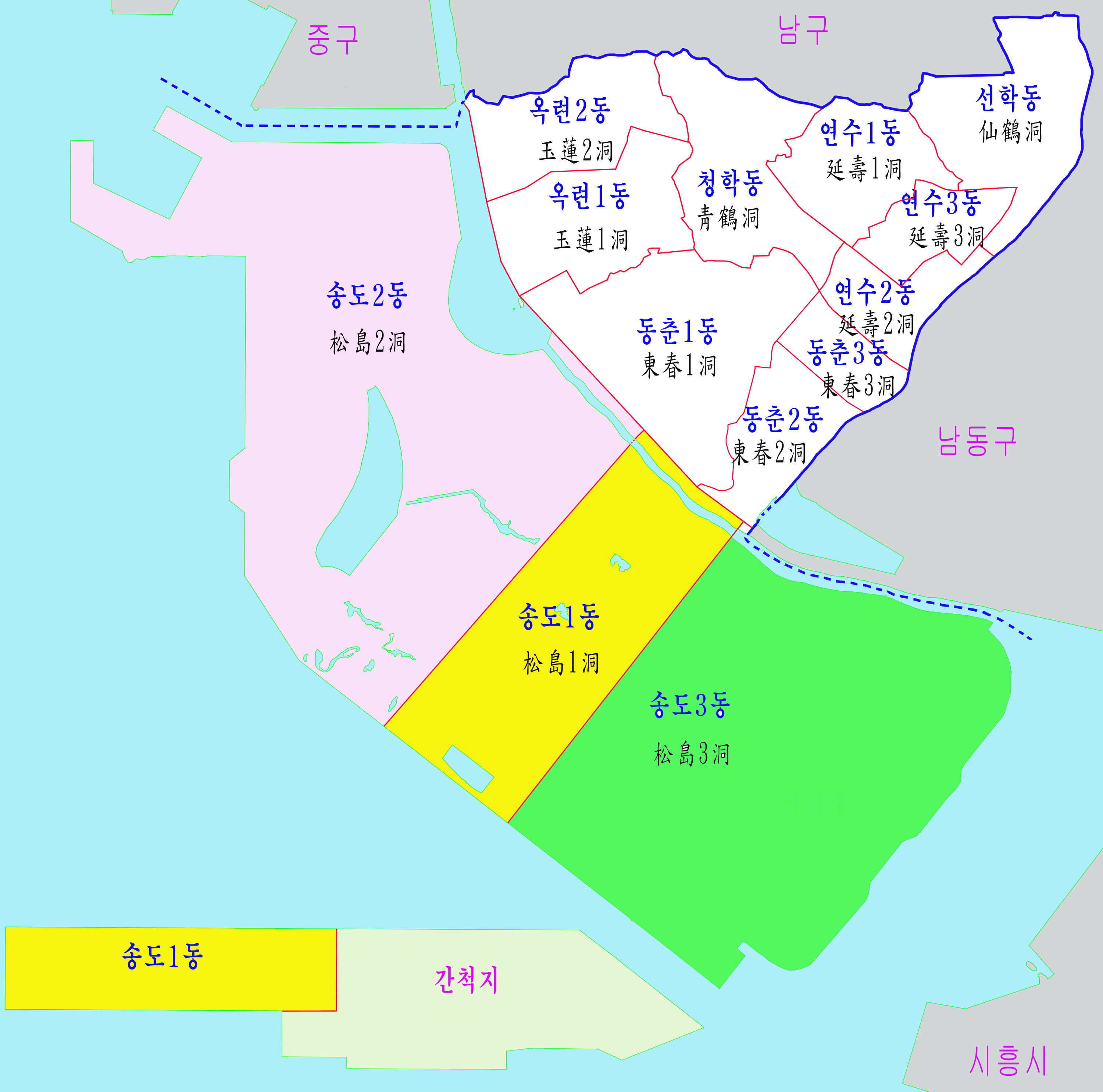

| 동      | 한자    | 면적 (km2) | 인구    | 세대    |
| ------- | ------- | ---------- | ------- | ------- |
| 옥련1동 | 玉蓮1洞 | 2.15       | 20,949  | 8,287   |
| 옥련2동 | 玉蓮2洞 | 1.92       | 21,826  | 7,960   |
| 선학동  | 仙鶴洞  | 2.41       | 18,456  | 8,138   |
| 연수1동 | 延壽1洞 | 1.66       | 21,834  | 10,380  |
| 연수2동 | 延壽2洞 | 1.00       | 22,617  | 9,740   |
| 연수3동 | 延壽3洞 | 0.86       | 17,847  | 7,604   |
| 청학동  | 靑鶴洞  | 2.39       | 26,818  | 12,511  |
| 동춘1동 | 東春1洞 | 3.79       | 19,099  | 6,491   |
| 동춘2동 | 東春2洞 | 1.31       | 19,679  | 6,860   |
| 동춘3동 | 東春3洞 | 0.72       | 19,411  | 5,807   |
| 송도1동 | 松島1洞 | 9.7        | 34,013  | 10,722  |
| 송도2동 | 松島2洞 | 3.7        | 36,641  | 11,496  |
| 송도3동 | 松島3洞 | 10.74      | 47,414  | 17,515  |
| 송도4동 | 松島4洞 | 6.8        | 24,763  | 9,055   |
| 송도5동 | 松島5洞 | 5.7        | 29,092  | 10,572  |
| 연수구  | 延壽區  | 54.95      | 352,174 | 132,861 |

* 인구·세대는 2019년 2월 28일 주민등록기준

### 인구
2010년기준으로 0~14세 인구는 16.0%, 65세 이상 인구는 9%이다. 생산연령층인 15~64세 인구는 75%로 전국평균 73%보다 비율이 높고 여성 인구 100명 당 남성 인구를 나타내는 성비는 99.18으로 여성이 다소 많다.
| 연도   | 총인구    |
| ------ | --------- |
| 1995년 | 212,541명 |
| 2000년 | 259,790명 |
| 2005년 | 262,782명 |
| 2010년 | 274,352명 |
| 2015년 | 317,172명 |
| 2019년 | 352,172명 |

## 정치
- 연수구는 과거 1개의 국회의원선거구가 존재했었으나 2016년 20대 총선을 앞두고 연수구 갑(옥련2동·선학동·연수1·2·3동·청학동·동춘3동)과 연수구 을(옥련1동·동춘1·2동·송도1·2·3동)로 분구되었다.

## 구청

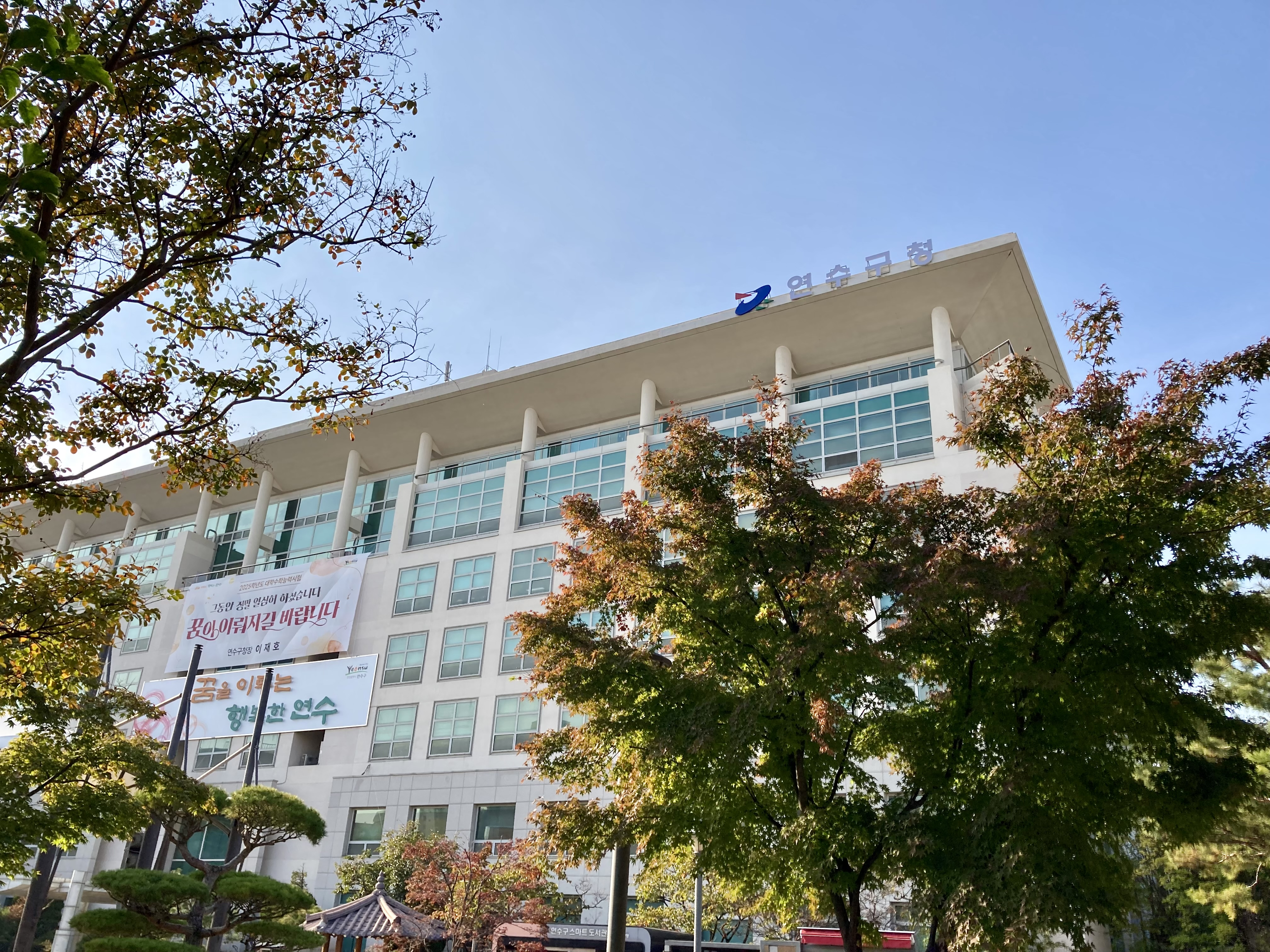
연수구청 본청  (동춘동)
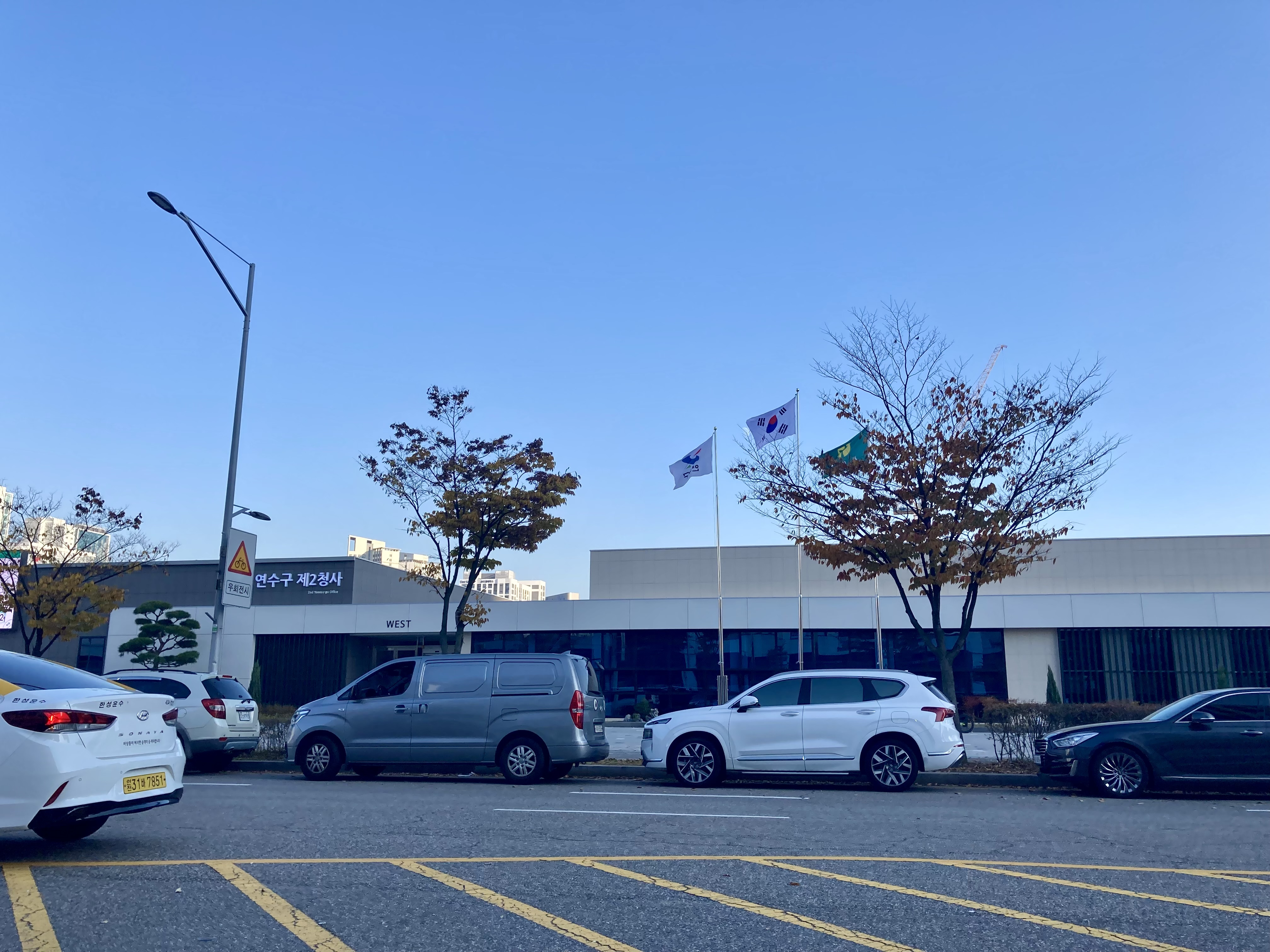
연수구청 제2청사 (송도동)

- 연수구청 : 인천광역시 연수구 원인재로 115에 동춘동에 위치하고 있다.
- 연수구청 제2청사 : 인천광역시 연수구 연구단지로 14에 위치하고 있다.

## 교육 기관
- 국공립대학교

|  | - 인천대학교 |

- 사립대학교

|  | - 연세대학교 국제캠퍼스 | - 가천대학교 메디컬 캠퍼스 | - 인천가톨릭대학교 |

- 고등학교

|  | - 옥련여자고등학교 - 박문여자고등학교 - 신송고등학교 - 연수고등학교 | - 연수여자고등학교 - 인천여자고등학교 - 인천대건고등학교 | - 송도고등학교 - 인천해송고등학교 - 인천뷰티예술고등학교 | - 청학공업고등학교 - 인천해양과학고등학교 - 인천생활과학고등학교 |

- 특수학교

|  | - 인천연일학교 |

## 교통

### 철도
- 인천교통공사

- ● 인천 도시철도 1호선

(미추홀구) ← 문학경기장역 - 선학역 - 신연수역 - 원인재역 - 동춘역 - 동막역 - 캠퍼스타운역 - 테크노파크역 - 지식정보단지역 - 인천대입구역 - 센트럴파크역 - 국제업무지구역 - 송도달빛축제공원역 → (시종착역)
환승역: 원인재역 (수도권 전철 수인·분당선)
- 한국철도공사

- ● 수도권 전철 수인·분당선

(미추홀구) ← 송도역 - 연수역 - 원인재역 → (남동구)
환승역: 원인재역 (인천 도시철도 1호선)

### 고속도로
- 제2경인고속도로

### 일반 도로
- 경원대로
- 미추홀대로
- 아암대로
- 청능대로

## 사건사고
- 2017년 1월 26일 : 연수동 주공아파트에서 화재 발생, 1명이 숨지고 일부 주민이 대피하게 되는 소동이 있음.

## 자매 도시
| 지역 & 국가 | 도시           | 도시     |
| ----------- | -------------- | -------- |
| 대한민국    | 강원특별자치도 | 평창군   |
| 대한민국    | 강원특별자치도 | 삼척시   |
| 대한민국    | 경상남도       | 통영시   |
| 대한민국    | 전라남도       | 완도군   |
| 대한민국    | 충청남도       | 예산군   |
| 몽골        | 울란바토르     | 칭겔테구 |

## ㅅㅈ

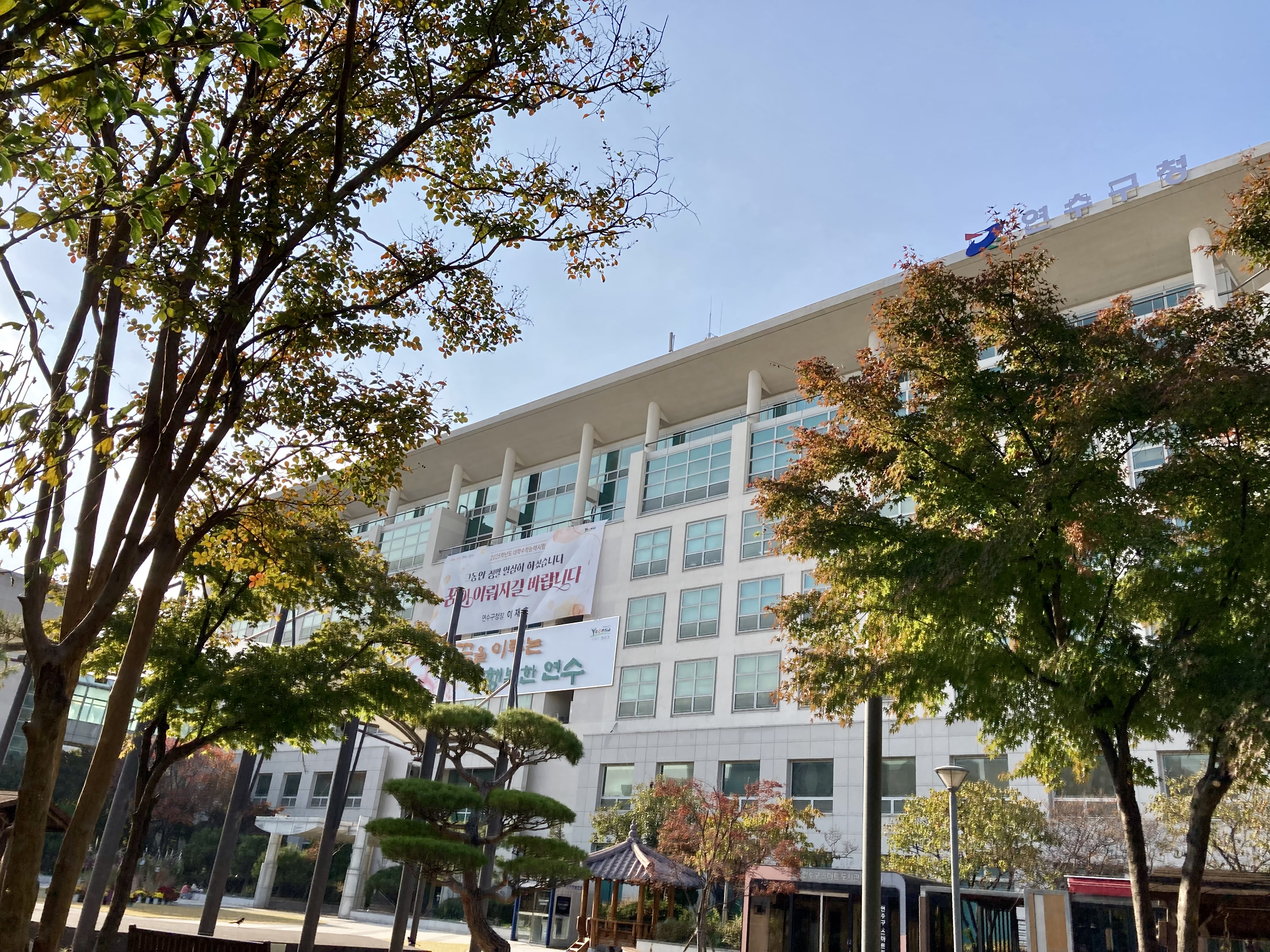
연수구청의 가을
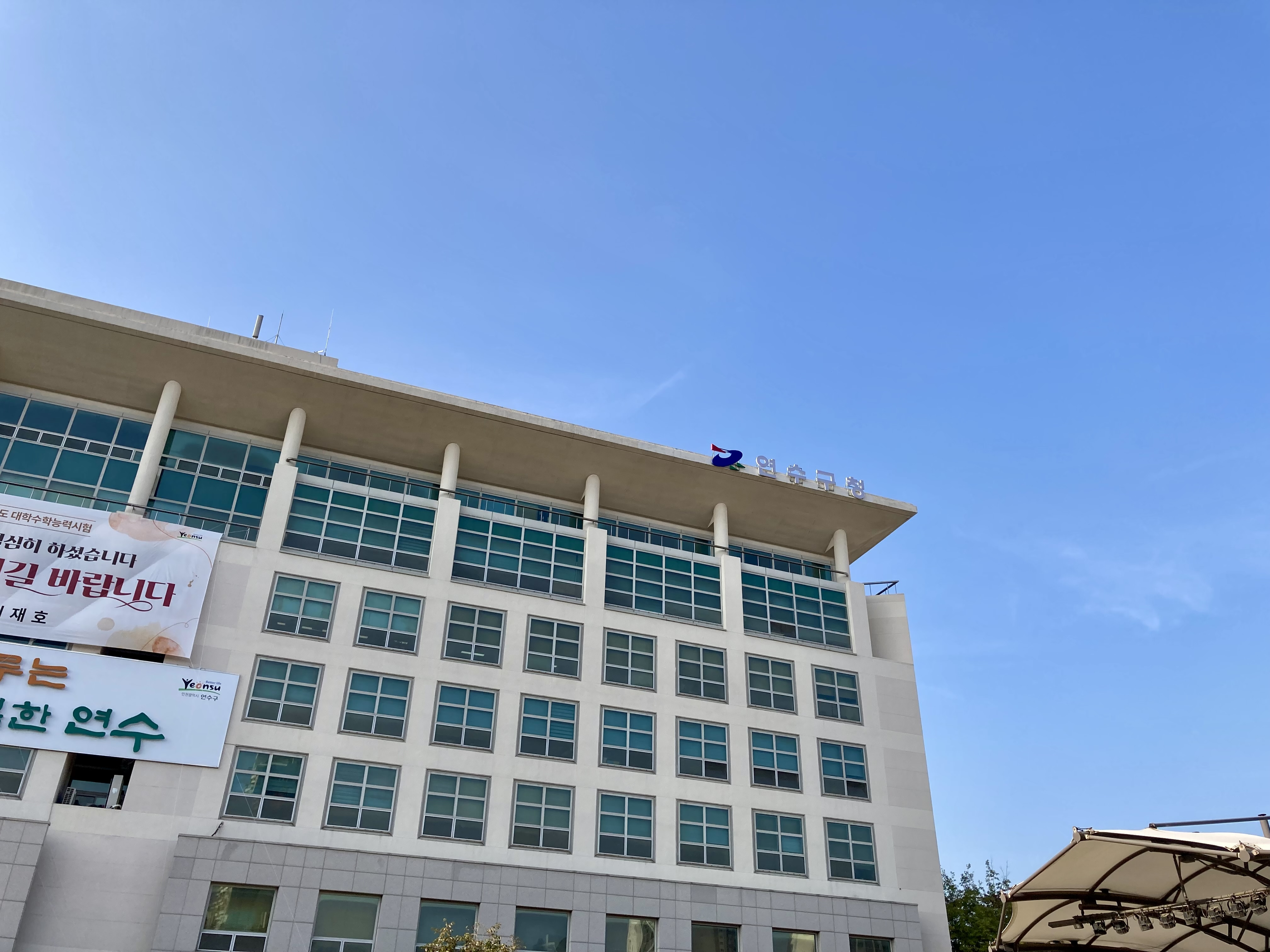
연수구청간판
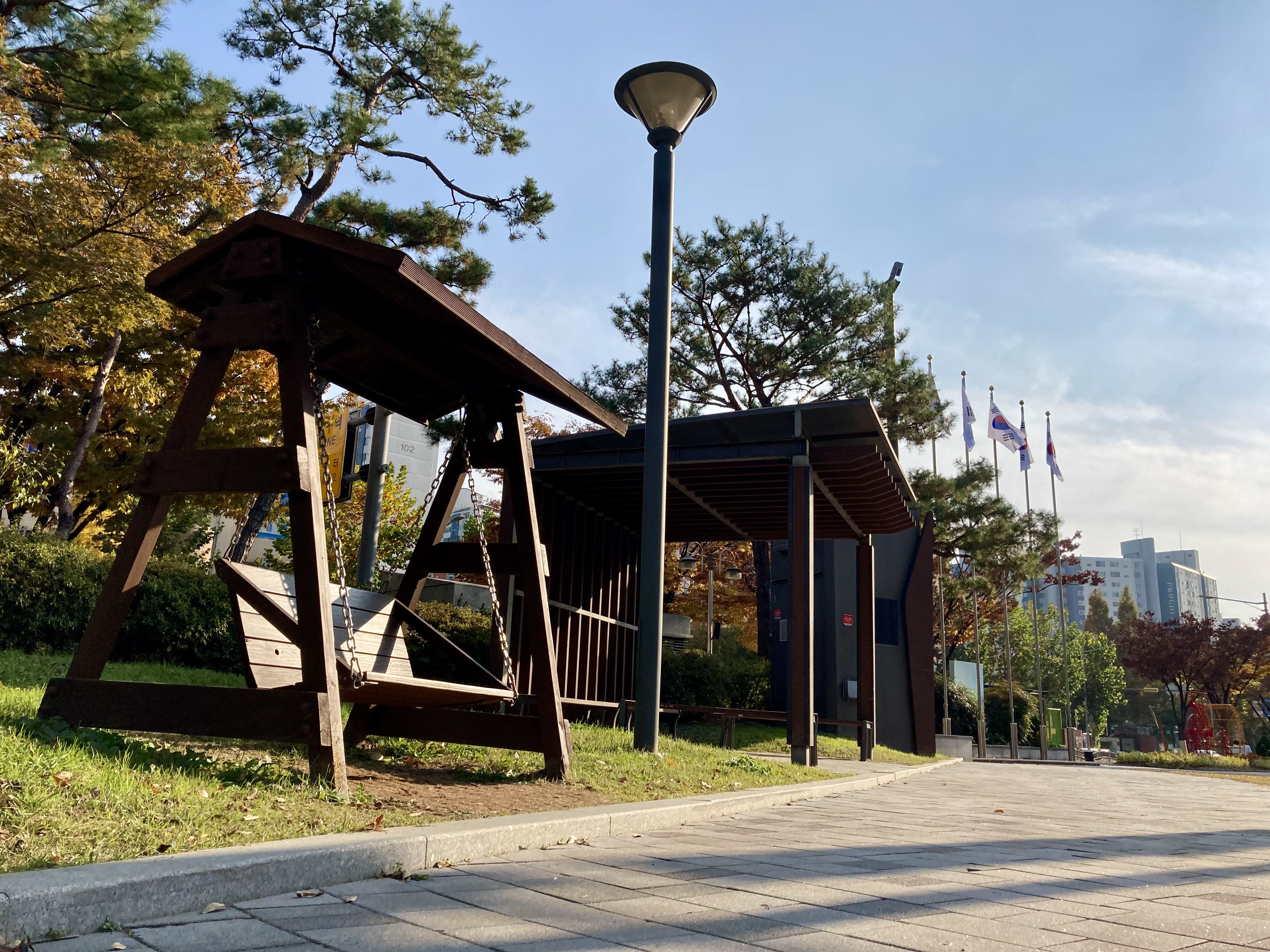
연수구청 한마음광장 쉼터
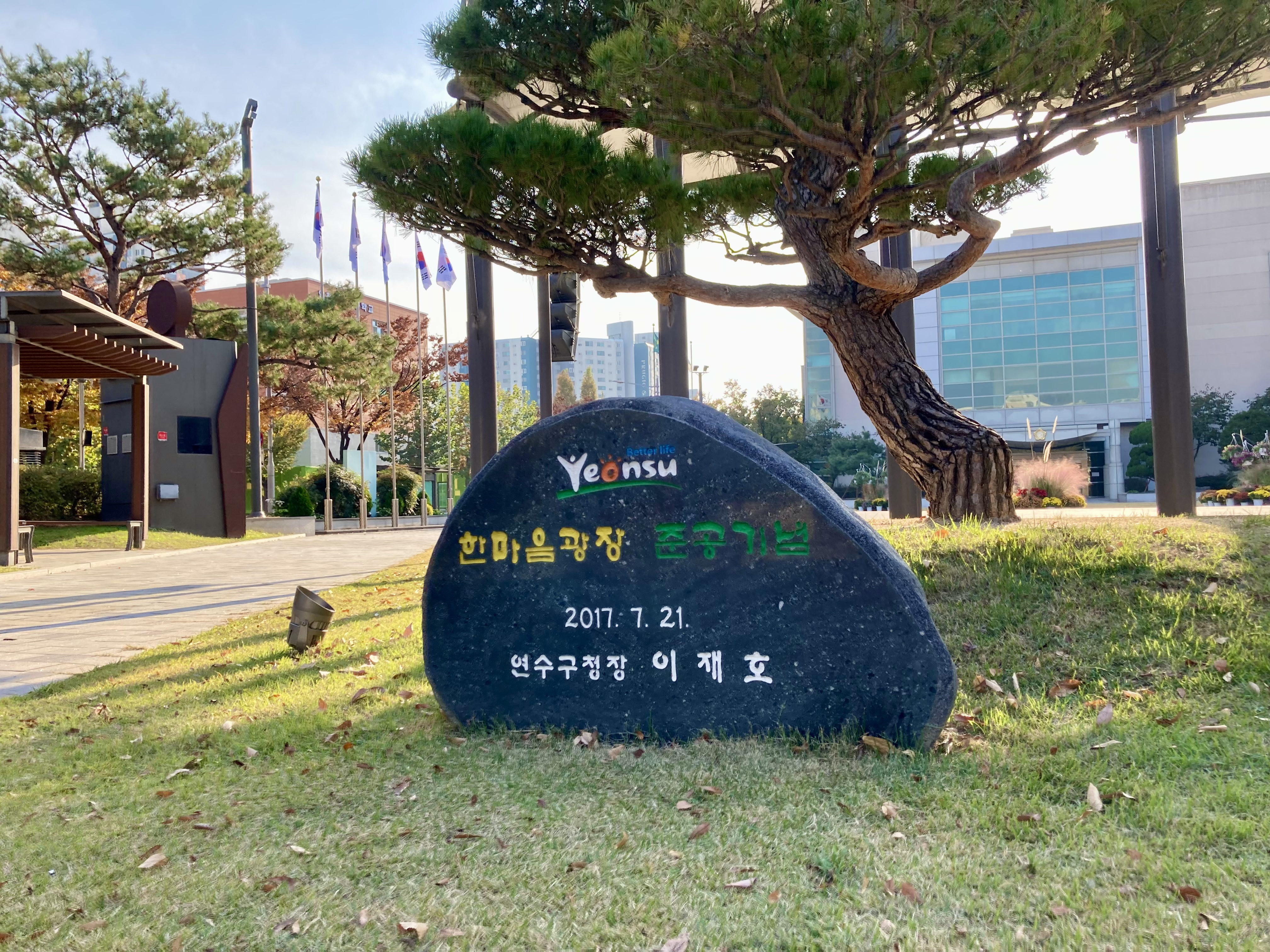
연수구청 한마음광장 기념비
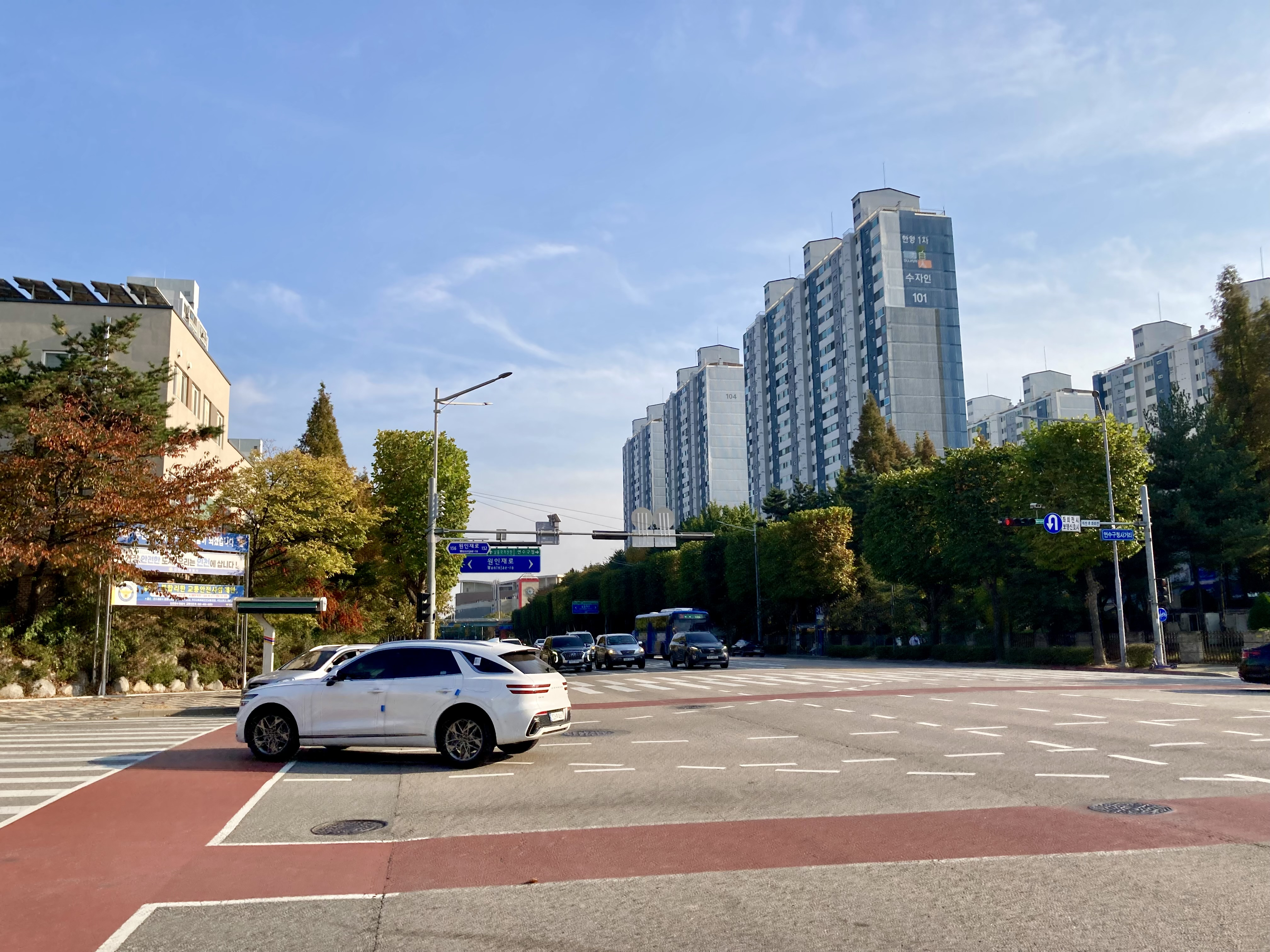
연수구청 원인재로
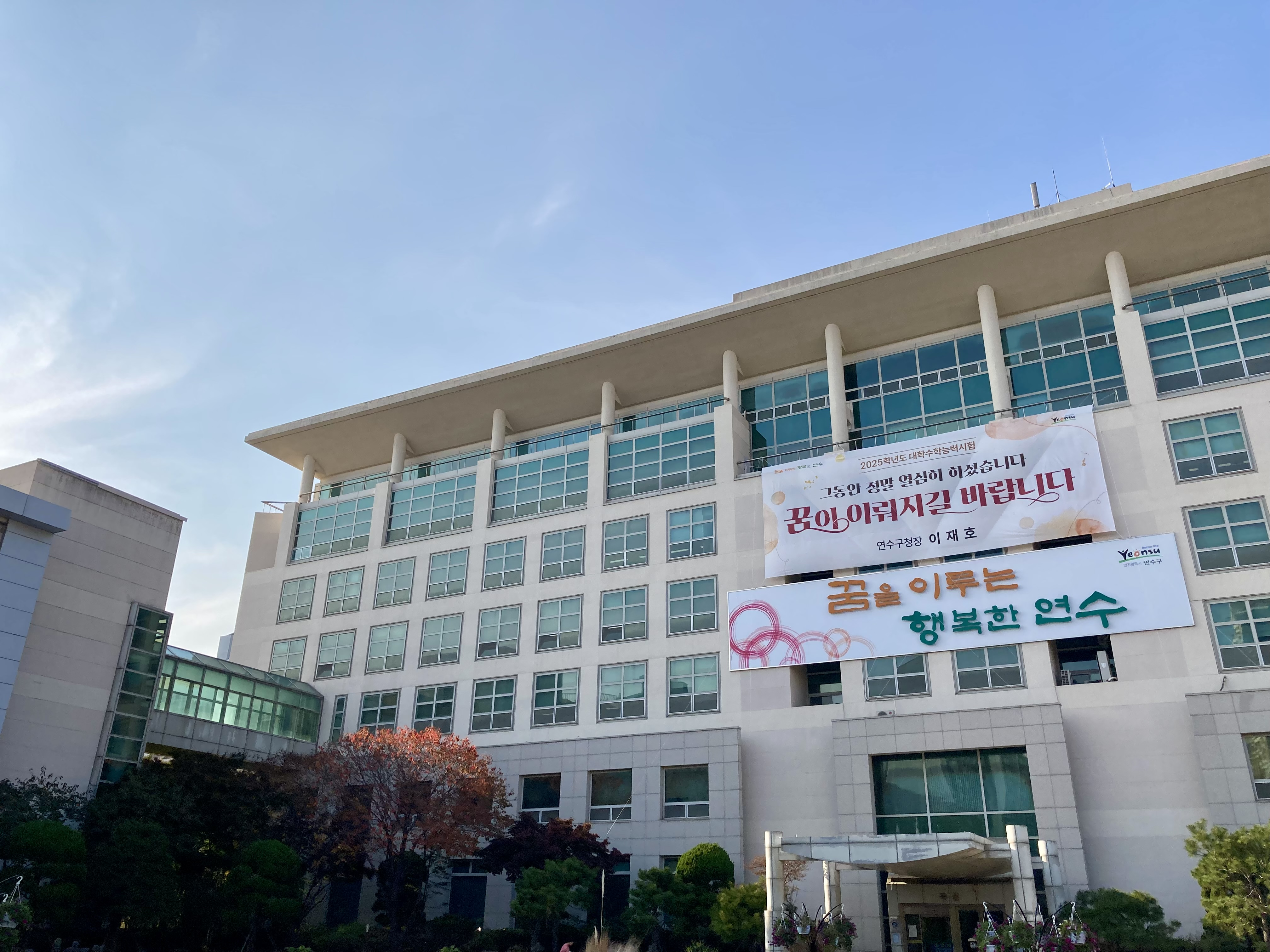
연수구청
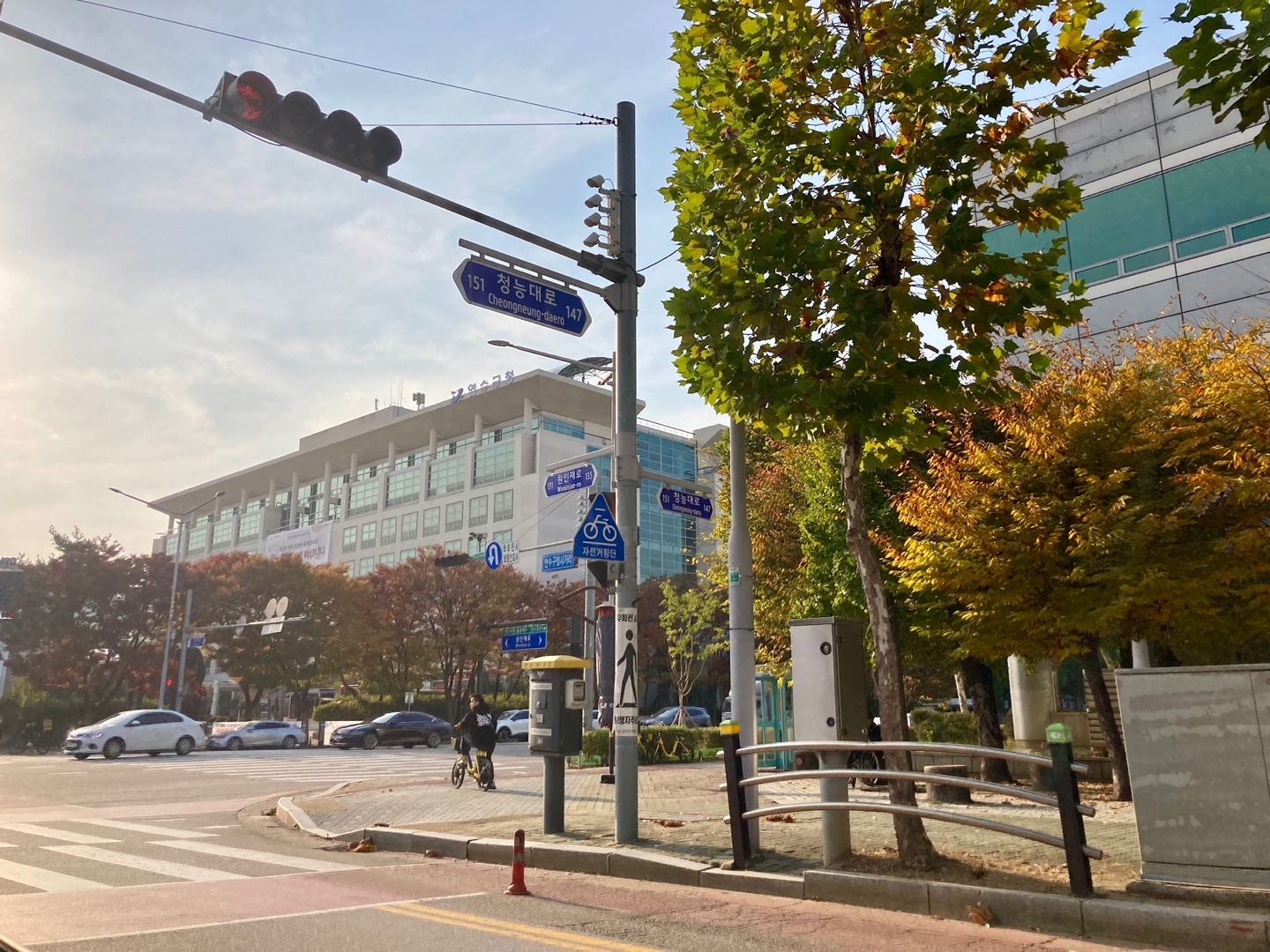
연수구청 외관
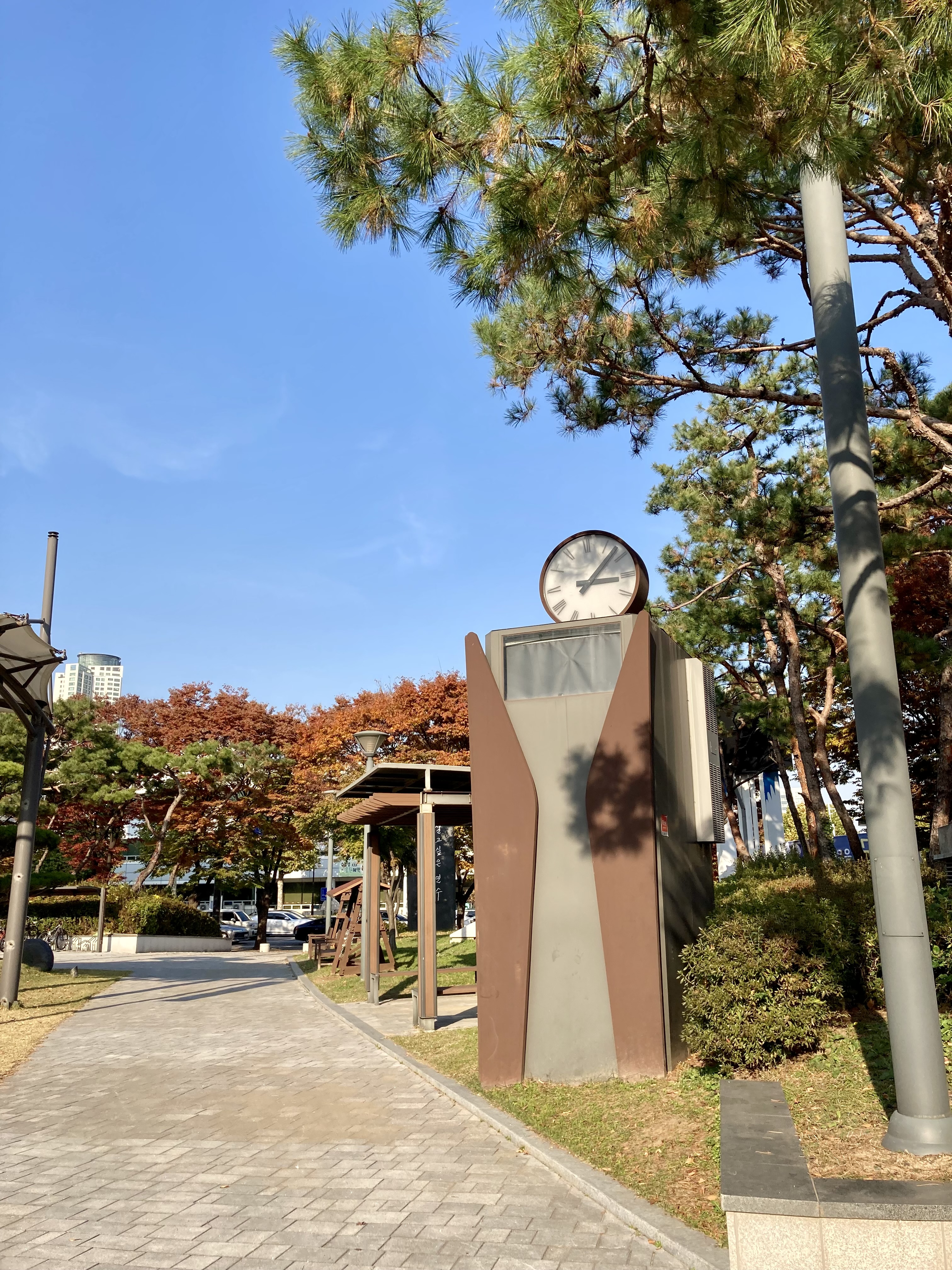
연수구청 시계탑
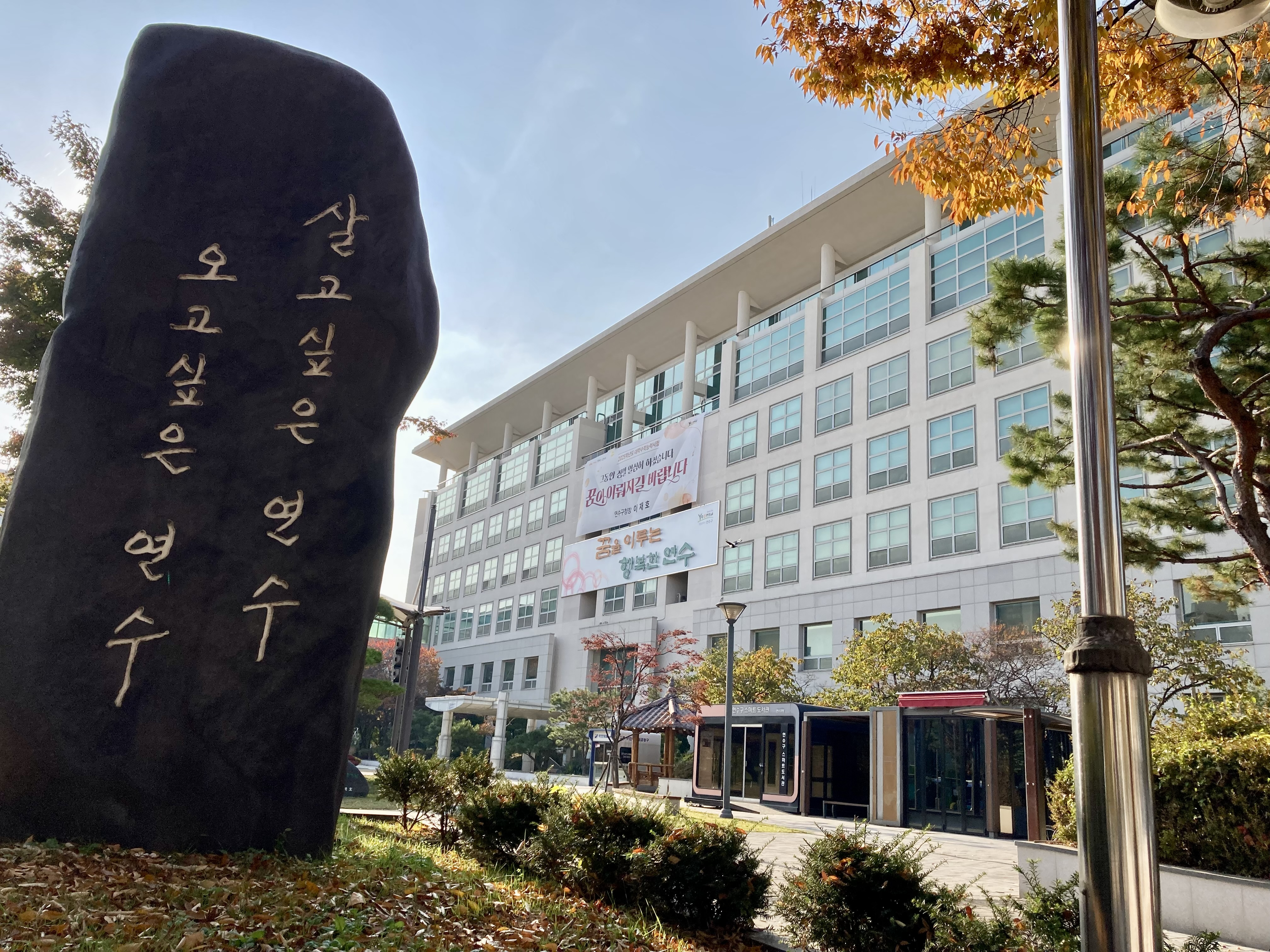
연수구청 기념비
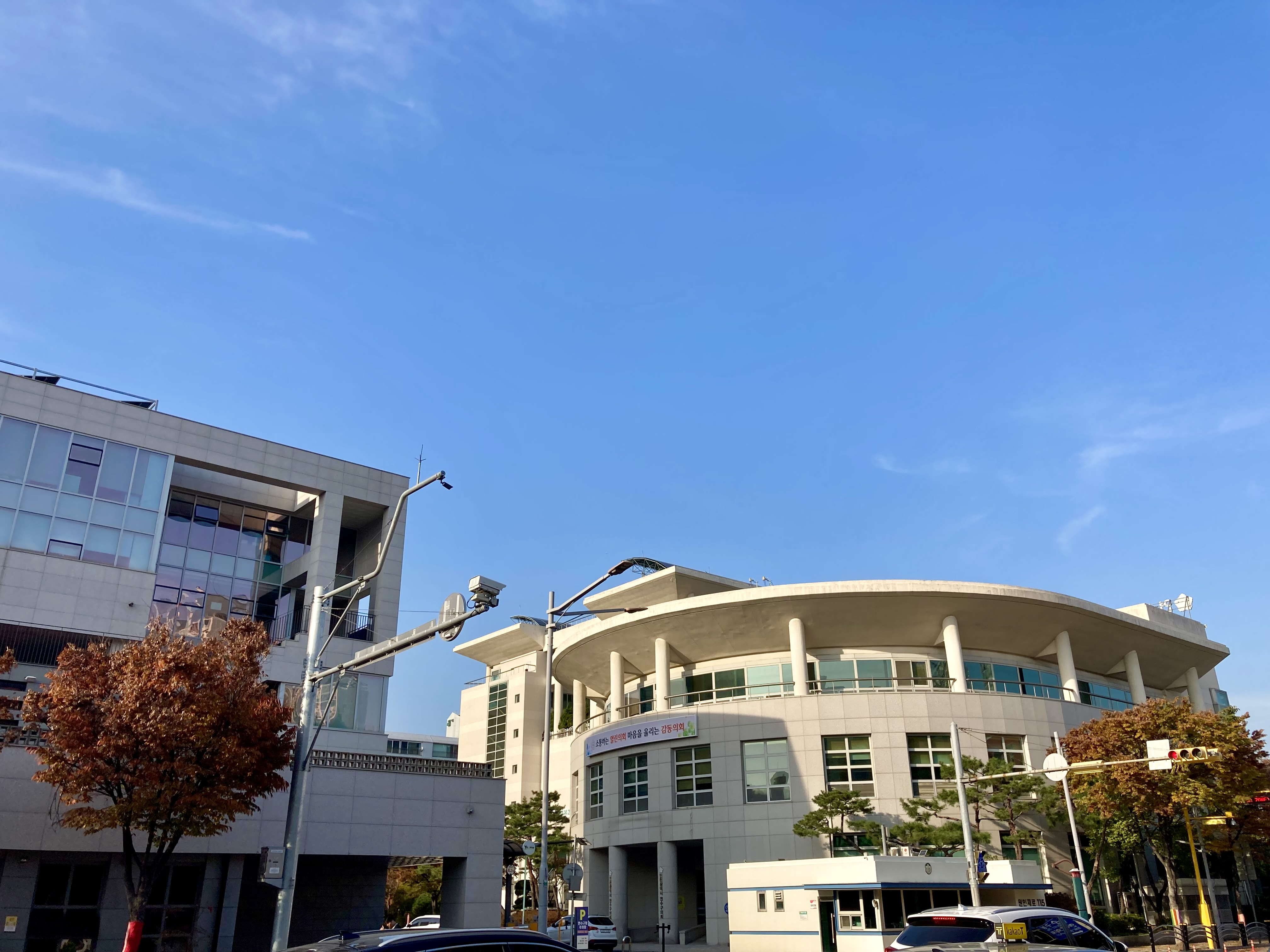
연수구청주차장 구의회외관
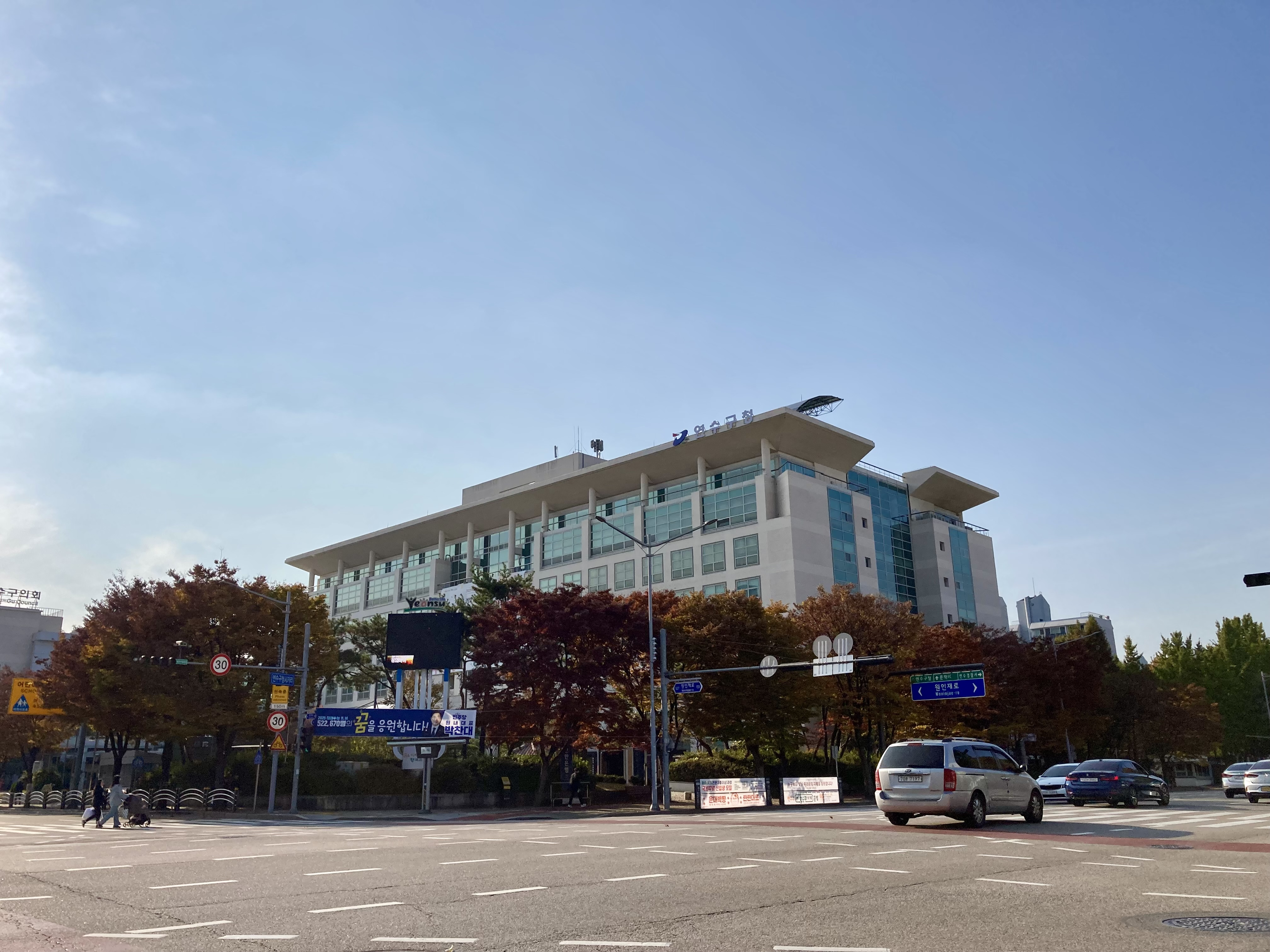
연수구청 사거리에서바라본 풍경

#### 연수구의회

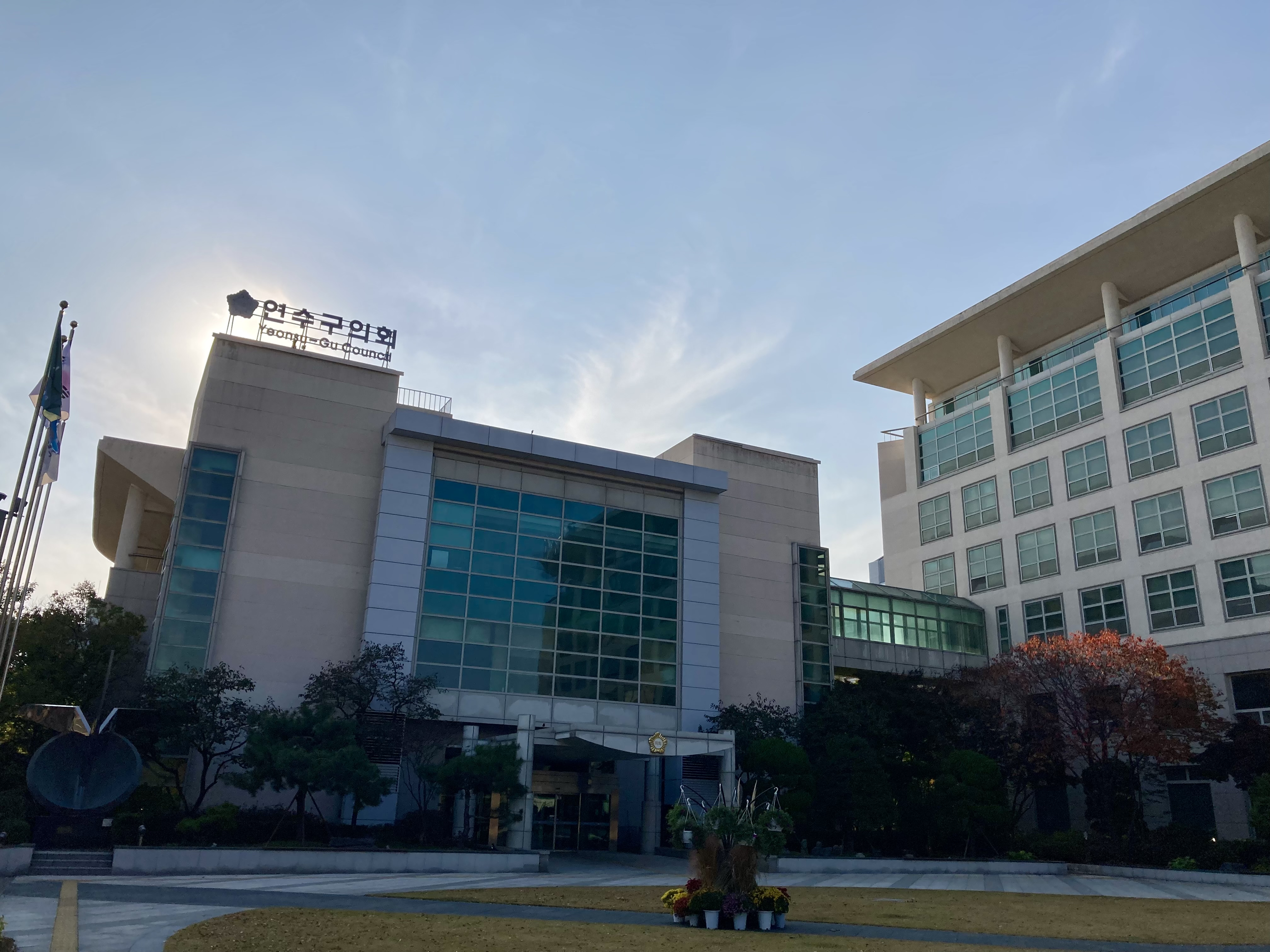
연수구의회
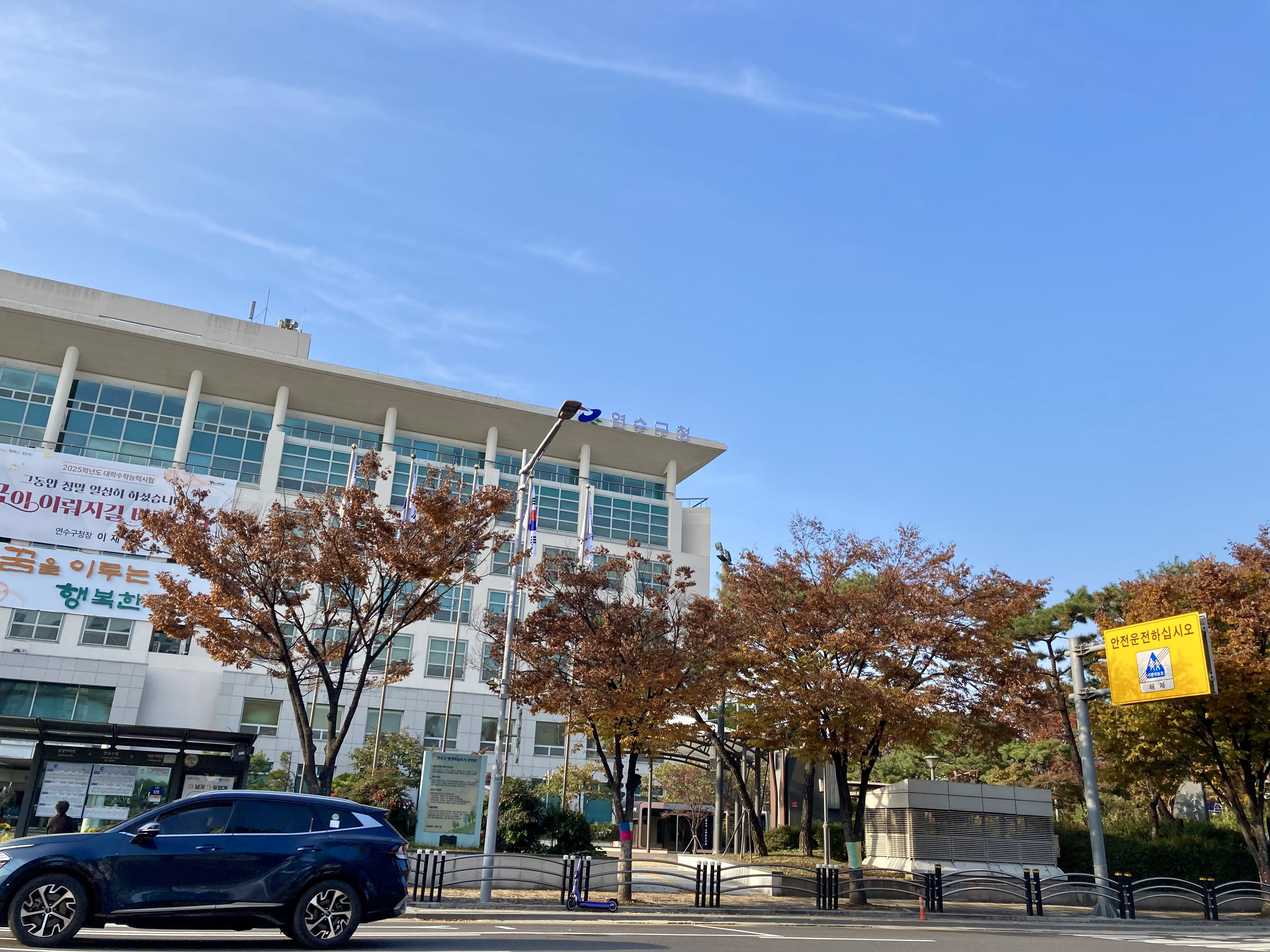
연수구청 가을
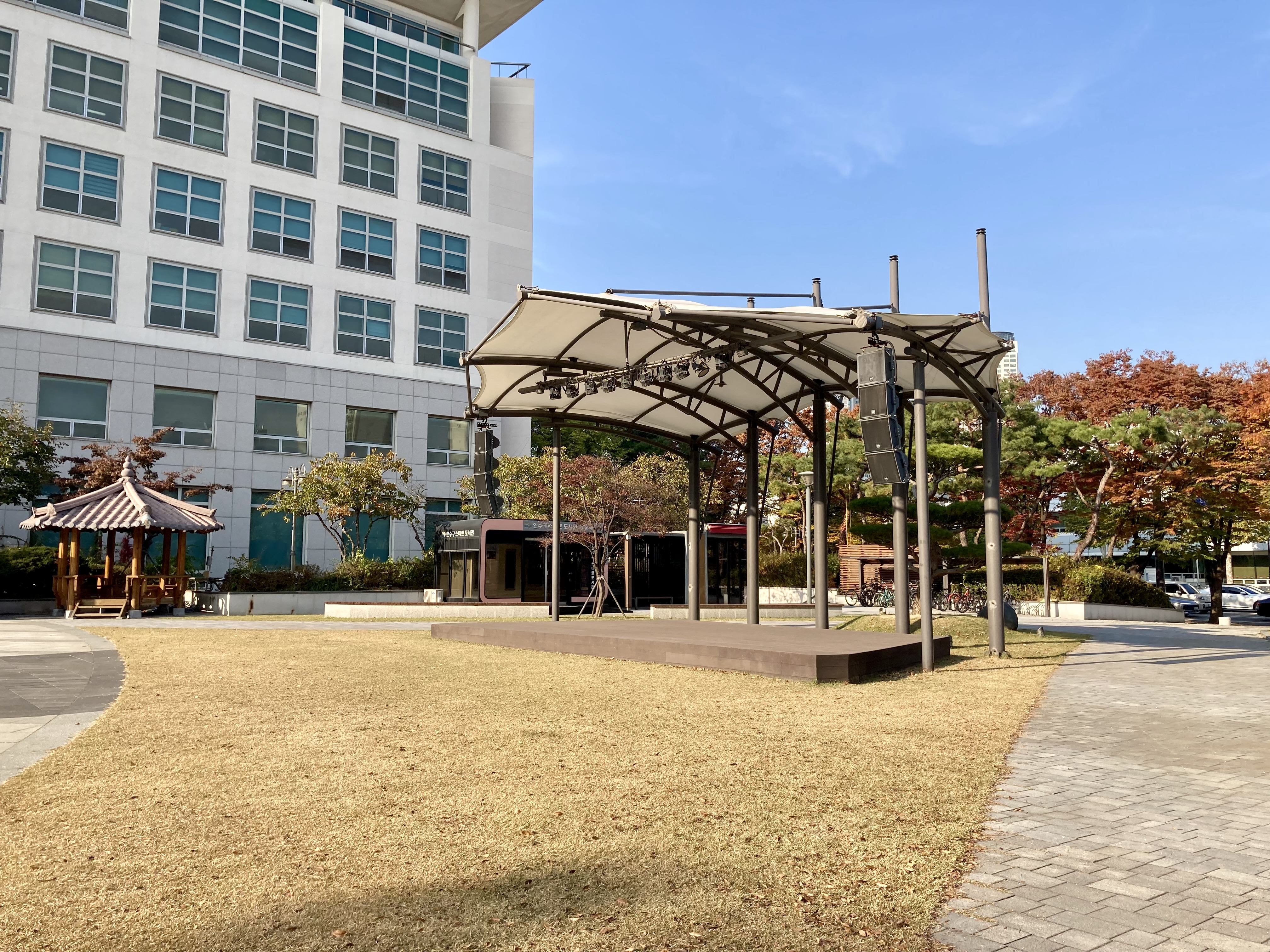
연수구청 한마음광장 무대
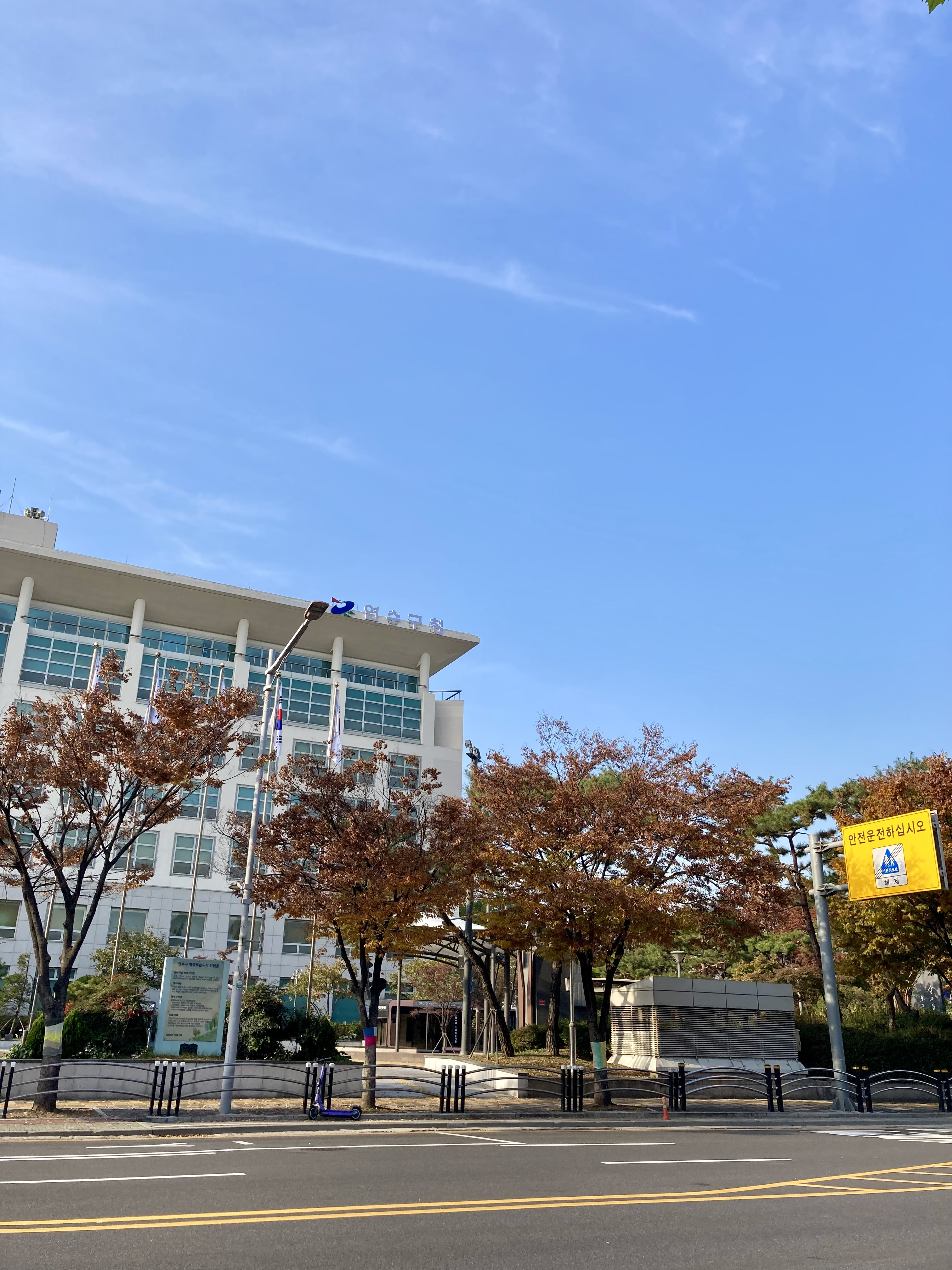
연수구청 가을
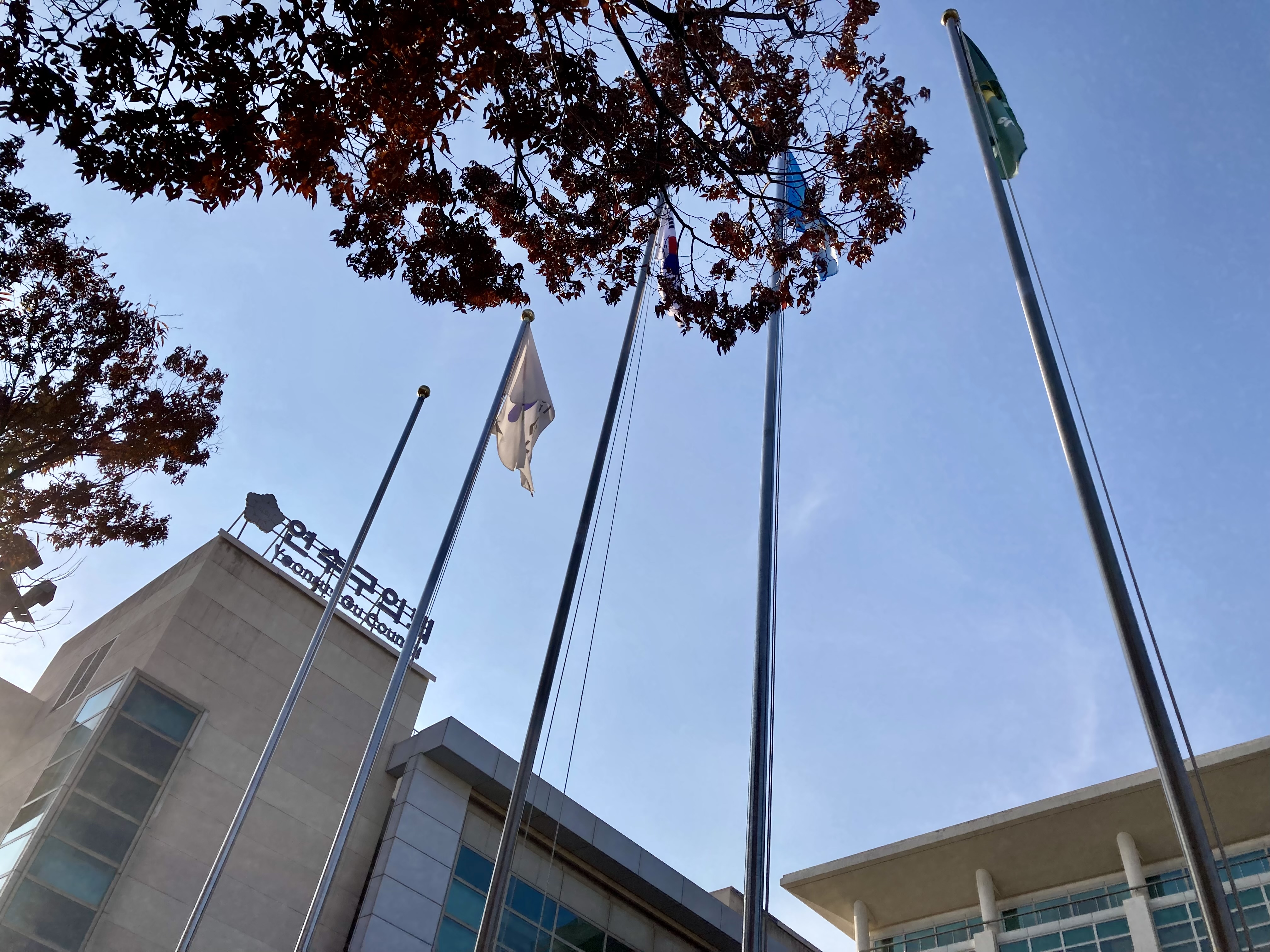
연수구청 구의회 앞 계양대

#### 송도

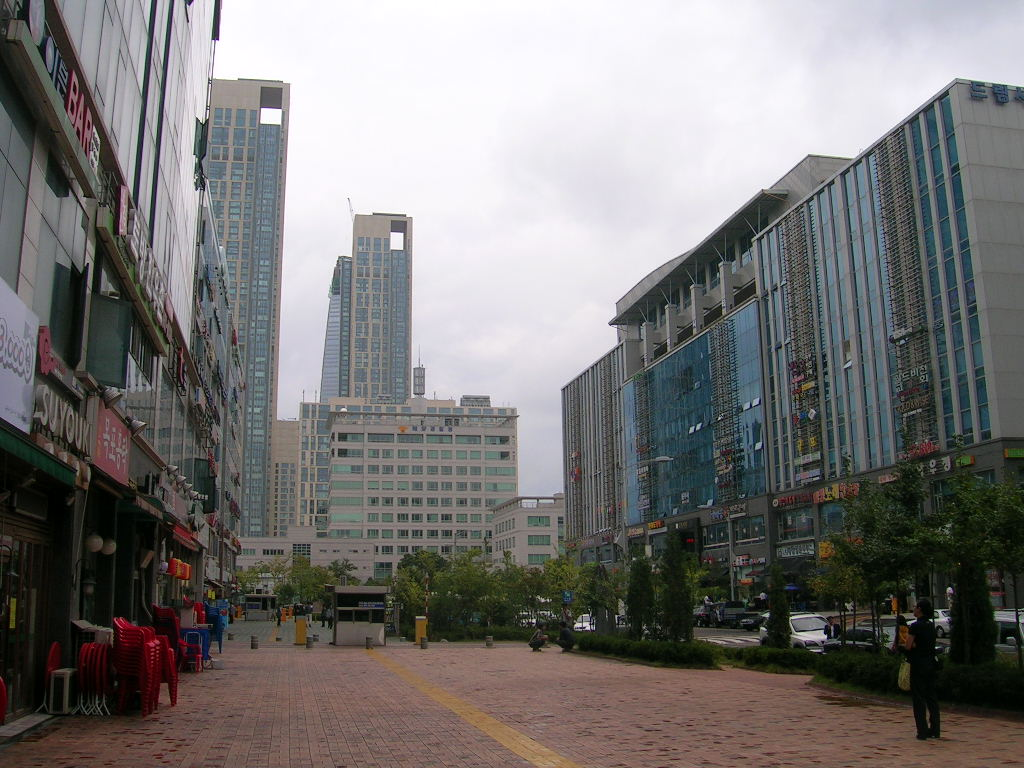
송도 더샵 퍼스트월드 전경
영어로 이루어진 연수구의 행정 구역
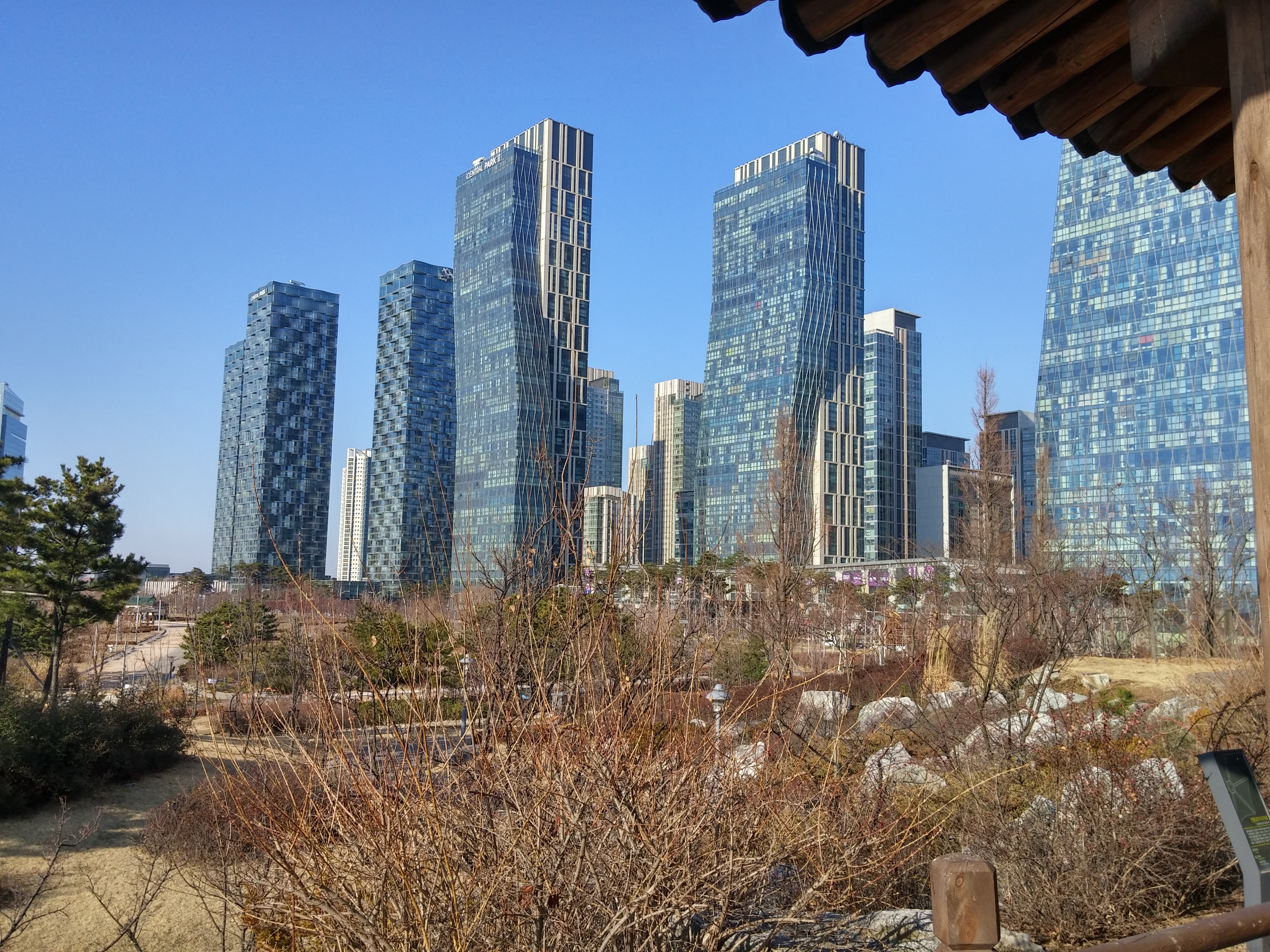
송도국제도시 전경
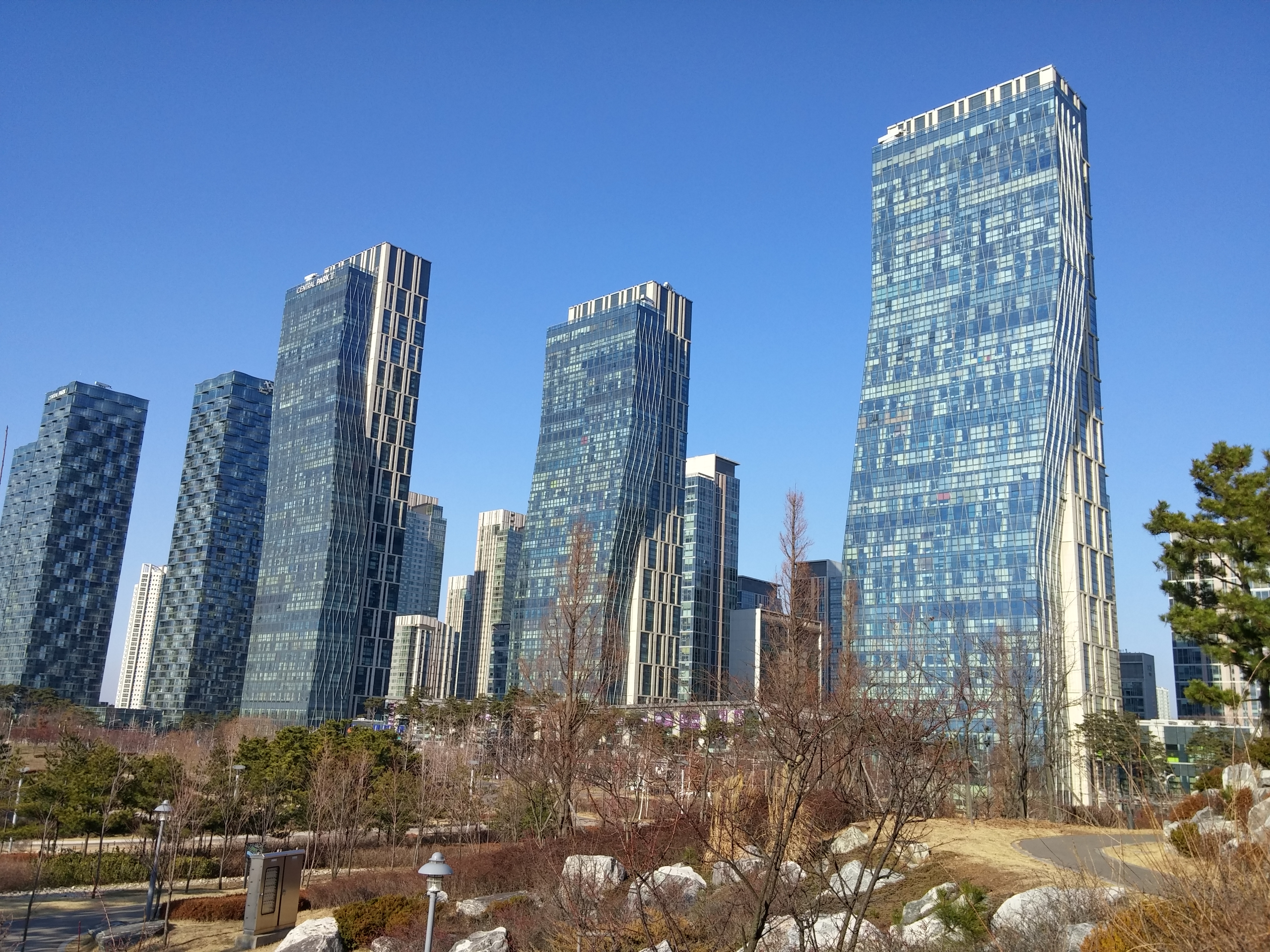
송도 센트럴파크

## 같이 보기
- 송도국제도시